# 小島の春 (映画)
『小島の春』（こじまのはる）は、1940年に公開された日本映画。

## 概要
在宅らい病（ハンセン病）患者を国立療養所に収容する旅を記録した小川正子の同名手記『小島の春』を、八木保太郎が脚色し豊田四郎が監督した。
第17回キネマ旬報ベスト・テン第1位。
杉村春子は横川の妻と顔を見せない女患者の2役を演じている（女患者役はクレジットなし）。高峰秀子は自伝的エッセイ『わたしの渡世日記』の中で、「私は杉村春子の演技に、雷に打たれたようなショックを受けた」「終始うしろ姿を見せながら、カン高いセリフだけで演技する、ニックキ杉村春子の姿が、私の眼に焼きついて離れなかった」「人間の背中にも「顔」のあることを私は知った」と書いている。また、森光子も杉村の演技に大きな感銘を受けたと述懐している。
子役時代の中村メイコがキヨ子役を演じ、女医を遠くに見ながら幾度もさよならを言う別れの名シーンを作った。

## スタッフ
- 監督：豊田四郎
- 製作：重宗和伸
- 原作：小川正子『小島の春』
- 脚本：八木保太郎
- 撮影：小倉金弥
- 美術：園眞
- 音楽：津川主一

## キャスト
- 小山先生 - 国立らい病療養所である長島愛生園の女医：夏川静江
- 横川：菅井一郎
- その妻：杉村春子
- 娘・とし：清水美佐子
- 息子・賢造：水谷史郎
- 村長：勝見庸太郎
- 堀口：林幹
- その妻：英百合子
- 娘・雪子：菊川郁子
- 宿の小母さん：田中筆子
- 三平：浅野陽太郎
- 仙吉：浅野桂次郎
- キヨ子：中村メイコ
- 宮田：三津田健
- その妻：川田晶子
- 息子：飯塚小三郎

## 制作
1938年11月にハンセン病の救済活動に生涯を捧げた女医・小川正子の記録文学『小島の春』が出版される。
1939年4月に東京発生映画製作所の所長・重宗和伸が、この映画化を思い立ち企画する。当初はハンセン病患者を大衆向けの映画で扱うことの問題化を恐れ極秘に準備が進められた。しかし原作者が住んでいた山梨県塩山市の地元紙『山梨日日新聞』がすっぱ抜き、急遽、映画化を発表した。
1940年2月から長島愛生園を中心とする瀬戸内海ロケハンを開始、4月末に撮影に入った。撮影は現地ロケを計画していたが、北木島などの島では村の撮影を拒否。地元の強い反対にあい、自然の風景だけは瀬戸内海の各地で撮ったものの、俳優の出る場面はついに了解が取れず、西伊豆（静岡県）と長野県小諸で撮影した。
撮影は4月から6月にかけて行われ、正味の撮影実数はロケーション19日、セット15日と順調であった。